# 青山区 (包頭市)
青山区（せいざん-く）は、中華人民共和国内モンゴル自治区包頭市に位置する市轄区。

## 行政区画
10ジュール・ゴドムジ（街道）、3バルガス（鎮）を管轄
- 街道弁事処
  - ホショーチ・ジャム・ジュール・ゴドムジ（先鋒道街道）
  - ジャルガラント・ジャムン・ジュール・ゴドムジ（幸福路街道）
  - オンチル・ジャムン・ジュール・ゴドムジ（万青路街道）
  - フチルフグジル・ジャムン・ジュール・ゴドムジ（富強路街道）
  - シンジルフ・オハーン・ジャムン・ジュール・ゴドムジ（科学路街道）
  - 青山路街道
  - チョロート・ジャムン・ジュール・ゴドムジ（自由路街道）
  - オスト・ジュール・ゴドムジ（烏素図街道）
  - ホボル・ショローイーン・ジャムン・ジュール・ゴドムジ（稀土路街道）
  - 民馨路街道
- 鎮：青福鎮、興勝鎮、万水泉鎮